# Freilichtbühne Gföhlerwald
Die Freilichtbühne Gföhlerwald war eine Freilichtbühne im Gföhlerwald in der Stadtgemeinde Gföhl im Bezirk Krems-Land in Niederösterreich.
Die Freilichtbühne bot Platz für bis zu 3000 Besucher. Von 1988 bis 2017 fanden auf der Freilichtbühne Gföhlerwald jährlich Karl-May-Festspiele statt. Zum 30-jährigen Bühnenjubiläum gab es 2017 eine Jubiläumsveranstaltung mit prominenter Besetzung. Die reguläre Aufführung des Jahres 2017 fand dann bereits in einer ehemaligen Schottergrube, der Arena Wagram in Kollersdorf statt.